# ドコモ・ネット・キャピタル
株式会社ドコモ・ネット・キャピタルは、かつて存在した企業。
2001年（平成13年）2月14日開催の臨時株主総会において、AOLジャパン株式会社を吸収合併し、インターネットプロバイダー(ISP)業務を行っていた。2002年（平成14年）6月27日開催の臨時株主総会で、ISP事業を再びAOLに譲渡すると決議され、解散した。2002年9月4日清算完了。